# Ácido aminocaproico
Ácido aminocaproico ou, mais corretamente, ácido ε-aminocaproico ou ácido 6-aminocaproico é o aminoácido derivado do ácido caproico com um grupo amino no carbono 6.
O medicamento ÁCIDO AMINOCAPROICO inibe a ativação do PLASMINOGÊNIO, são ativos por via oral e são excretados na urina e é utilizado para tratar sangramentos.
O efeito adverso potencial do tratamento é trombose intravascular.
Fonte: FINKEL, richard. Farmacologia Ilustrada - 4. Ed. - Porto Alegre : Artmed, 2010.